# Skötgrönnan
Skötgrönnan (även Skötgrunnan) är ett naturreservat i Skellefteå kommun i Västerbottens län.
Området är naturskyddat sedan 1968 och är 36 hektar stort. Reservatet omfattar en ö med detta namn i Bottenviken och består huvudsakligen av sand och grus bevuxen med lågväxt tallskog samt enstaka rönnar, björkar och små enbuskar.